# Гай Папирий Мазон (децемвир)
Вижте пояснителната страница за други личности с името Гай Папирий Мазон.
Гай Папирий Мазон (на латински: Gaius Papirius Maso; † 213 пр.н.е.) е политик на Римската република през 3 век пр.н.е.

## Биография
Произлиза от фамилията Папирии, клон Мазони. Член е на значимата жреческа колегия Квиндецимвири (15 мъже за даване на жертвоприношения). Като такъв е споменат в четири документа за основаването на Плацентия и Кремона. Вероятно е претор през 218 пр.н.е.
Той е братовчед на Гай Папирий Мазон (консул 231 пр.н.е.). Вероятно е баща на Луций Папирий Мазон, praetor urbanus през 176 пр.н.е.